# Теві
Теві — річка на північному заході Камчатського краю в Росії.
Довжина річки — 53 км. Протікає територією Тигільського району Камчатського краю. Впадає в затоку Шеліхова Охотського моря.
Назва в перекладі з коряцької Теві — «жердина-тринога від яранги».

## Притоки
Об'єкти перераховані за порядком від гирла до витоку.
- 5 км: річка Кейнивеєм
- 6 км: річка Кайнваям
- 32 км: річка без назви

## Дані водного реєстру
За даними державного водного реєстру Росії відноситься до Анадир-Колимського басейнового округу.
За даними геоінформаційної системи водогосподарського районування території РФ, підготовленої Федеральним агентством водних ресурсів:
- Код водного об'єкта в державному водному реєстрі — 19080000112120000038116
- Код за гідрологічною вивченістю (ГВ) — 120003811
- Номер тому з ГВ — 20
- Випуск за ГВ — 0